# マリオパーティ ふしぎのコロコロキャッチャー
『マリオパーティ ふしぎのコロコロキャッチャー』は、カプコンが開発・発売した大型メダルゲーム。

## 概要
『スーパーマリオ 不思議のころころパーティ2』の後継機として2009年5月に稼動開始。マリオパーティシリーズのアーケード用メダルゲームとしては3作目（マリオシリーズとしては4作目）。前作までは『マリオパーティ5』をモチーフにしていたが、本作は『マリオパーティ8』をモチーフにしている。
「メダルとプライズの融合」をコンセプトに、メダルゲームに本格的キャッチャー機能を搭載し、新感覚のゲーム性を実現した。キャッチしたボールは、ボールのカラーによって3種類のジャックポットゲームにつながって行く。

## すごろくマップ
ゲームはすごろくマップによって進行する。コインを投入し、指定のチャッカーに入るとマリオがスゴロクブロックを叩き、出た数だけスゴロクを進む。止まったマスによりイベントが発生する。また、ブロックがあった場合はブロックを叩き、中にあるメダル、アイテムを手に入れる。なお、保留は9個まで貯めることができ、満タンの状態でチャッカーに入れると保留が3段階までランクアップする。ランクが上がるとメダルが多くもらえるようになる。
- マスの内訳

イベントマス
イベントが発生する。
VSバトルマス
ライバルキャラと対戦し、1ダメージごとにメダル10枚獲得、勝てばハッピールーレットかキャッチャーチャンス獲得。
ラッキーマス
多くメダルがもらえるラッキールートへ進む。
ゴールルーレットマス
ゴールするとルーレットによりキャッチャーチャンスかメダル（30枚か50枚）をもらう事が出来る。
- ブロック内のアイテム

コイン
メダルがもらえる。
キャンディ（バネバネ・コロコロ・カクカク・ドッスンの4種類）
マリオが変身しイベントが発生する。ドッスンキャンディは、VSバトルマスの2マス手前にだけ必ず入っている。
バネバネは、少しだけゴールに近づく場所にワープできる。
コロコロは、スゴロクブロックを叩いて出た目×5枚のメダルをもらえ、スゴロクを進める。
カクカクは、スゴロクブロックを叩いてスゴロクを進めるほか、通過するマスすべてにブロックが現れて叩けるようになる。
ドッスンは、スゴロクブロックを叩いてスゴロクを進み、VSバトルマスに立つ相手を撃破して、メダル50枚もらえる。
ミニゲーム
ミニゲームに挑戦し、メダルがもらえる。条件をクリアするとハッピールーレット。
キャッチャーチャンス
キャッチャーに1回挑戦する。
ダーツの矢
ダーツの矢を1本獲得する。10本集めるとミニゲームに挑戦できる。（最高500枚）
リール抽選（赤と金）
スロットのリールによりフィーバーチャンス・ジャックポットチャレンジ・キャッチャーチャンス・メダル10枚のいずれかが当たる。赤のリールはボタンで止める。（ジャックポットチャレンジかキャッチャーチャンス）

## フィーバーチャンス
ブロックでフィーバーチャンスを出すとフィーバーチャンスに突入する。フィーバーチャンスでは前作までのカーニバルモードに近いX字型の5リール2ラインのスロットに挑むことになる。
奇数絵柄（1:ルイージ、3:マリオ、5:ピーチ）を出せば1ラインで20枚、2ラインで40枚の配当となる。
7のキャッチャーで揃えれば揃った
ライン数分ゴールデンキャッチャーチャレンジとなる。（ボールの落ちる位置が一番手前確定）
5連荘で50枚ボーナス、7連荘で70枚ボーナス、10連荘で100枚ボーナス、以降5連荘ごとに100枚ボーナスが払われる。
偶数絵柄（2・4・6・8:クッパ）を出すと配当は1ライン10枚、2ライン20枚。偶数絵柄を出すと4連荘するまでは継続ゲームとなり、それ以上は終了となる。その場合、1枚メダルを投入し光っているポケットに入れれば継続、失敗すると終了となる。

## キャッチャーチャンス
スロットやブロック、クルーン抽選、ミニゲームなどの結果で「キャッチャーチャンス」を獲得した場合、一つにつき一回のキャッチャーチャンスに挑戦する。レバーでクレーンを操作しボタンですくう。チャンスは1回。ボールをすくうことができればそのボールが自分のフィールドに投入される。ボールはレッド・イエロー・ブルー・ヨッシーのたまごの4種類。色のボールは落とすと後述のクルーンチャンスに突入。ヨッシーのたまごは落とすと、ランダムで特典が一つ得られる（①メダル獲得（50か100）、②レッド・イエロー・ブルーのいれずかのジャックポットステップ獲得、③ダーツの矢を獲得（1～3本）のいずれか）。なお、ボールをすくい、入手することで真価を発揮するゲームのため、アームにはエッジがついており普通のプライズゲームのクレーンゲームよりすくいやすくなっているがそれでも2個同時すくいは神業ともいえる。

## クルーンチャンス
色つきのボールを落とすとクルーンチャンスとなる。ボールを1球投じ、入った場所により配当が決まる。
ジャックポットチャレンジ（確率1/6）
チャレンジした色のジャックポットチャレンジ。
ジャックポットステップ（確率2/6）
チャレンジした色のジャックポットステップが1つ進む。3つたまるとジャックポットチャレンジ。
40枚（確率2/6）
メダル40枚払い出し。
100枚（確率1/6）
メダル100枚払い出し。
ヨッシーのたまごはクルーンチャンスをしない。

## ジャックポットチャレンジ
スロットでジャックポットを出すかクルーンチャンスでジャックポットチャレンジ要件を満たせばジャックポットチャレンジとなる。ボールを1球投じ、入った場所の配当が貰える。
ジャックポット（レッド・ブルー・イエロー）（確率1/20）
落としたボールの色によって表示された枚数分払い出し。さらにゴールデンキャッチャーチャンスも獲得できる（これは500のダブルアップ成功時である「スーパージャックポット」や、三色JPのダブルアップ成功時の「プレミアムジャックポット」でも同様）。
これら5種類のJPは通常の払い出しとは異なり、通常時は移動している大画面が当選サテライトに停滞、大画面後部に収納されている大型の払い出し口が降りてきて、そこから大量メダルがフィールドに払い出される。
500（確率1/20）
メダル500枚払い出し。なお、更に後のダブルアップ（後述）にも成功した場合、1000枚固定のジャックポット扱いとなる（スーパージャックポット）。
200（確率4/20）
メダル200枚払い出し。
キャッチャー（確率4/20）
ルーレットでサイコロの目×50枚払い出し（最大300枚）。さらにキャッチャーチャンスを一回分獲得。
クッパポケット（確率10/20）
クッパが200メダル、100メダル、50メダル、キャッチャーチャンスのいずれかをルーレットで決める。
また、ジャックポット抽選のあとには（クッパポケットとキャッチャーポケット以外）ダブルアップにも挑戦でき、大量メダル倍増のチャンスが狙える。
ダブルアップ
もう一度同様に抽選を行い、クッパポケット以外に入ると獲得メダルが倍になるが、クッパポケットに入ると全額没収となる。

## ミニゲーム

### パーティゲーム
- まわしてハタあげ
- カートでレーシング